# Dimensione di Krull
In algebra, la dimensione di Krull di un anello commutativo unitario A è l'estremo superiore della lunghezza delle catene di ideali primi. La dimensione di Krull è quindi un numero naturale oppure infinito; quest'ultimo caso si ha quando vi sono catene infinite di ideali primi, oppure quando esistono catene arbitrariamente lunghe.
Prende nome da Wolfgang Krull, che la introdusse nel 1928.

## Definizione e proprietà
La lunghezza di una catena di ideali primi è definita come il numero massimo di inclusioni strette: così la catena
{\displaystyle P_{0}\subsetneq P_{1}\subsetneq \cdots \subsetneq P_{n}}
ha lunghezza n. L'altezza di un ideale primo P è l'estremo superiore della lunghezza delle catene di ideali primi discendenti da P; la dimensione di Krull di A è l'estremo superiore delle altezze dei suoi ideali primi.
Un campo, avendo un unico ideale primo (quello composto solo dallo 0) ha dimensione 0; invece, ad esempio, l'anello {\displaystyle \mathbb {Z} } degli interi ha dimensione 1, in quanto gli unici ideali primi non nulli sono i (p), dove p è un numero primo, e se p e q sono primi distinti, allora (p) non è contenuto in (q) (e viceversa); quindi le catene massimali di ideali primi sono le {\displaystyle (0)\subset (p)}. Questo avviene, più in generale, in tutti i domini ad ideali principali, che hanno quindi dimensione 1.
Negli anelli noetheriani gli ideali primi soddisfano sia la condizione della catena ascendente che quella della catena discendente, e quindi ogni catena di ideali primi è finita. Questo tuttavia non è sufficiente a garantire che le catene abbiano una lunghezza finita "uniformemente", cioè che ogni catena sia più corta di n, per un n fissato: un esempio di anello noetheriano di dimensione infinita fu costruito da Masayoshi Nagata. Per anelli noetheriani locali, tuttavia, la dimensione è necessariamente finita.

### Dimensioni basse
Un anello di dimensione 0 è un anello in cui non ci sono contenimenti propri di ideali primi, ovvero in cui ogni ideale primo è anche massimale. Nel caso noetheriano, gli anelli di dimensione 0 sono esattamente gli anelli artiniani, definiti come quegli anelli in cui ogni catena discendente di ideali (non necessariamente primi) è stazionaria. Un altro esempio di anelli (non necessariamente noetheriani) di dimensione 0 sono gli anelli booleani.
I più semplici anelli di dimensione 1 sono gli anelli a valutazione discreta, che sono domini d'integrità locali con un solo ideale non nullo, che è anche principale; altri anelli di dimensione uno sono i domini di Dedekind, tra i quali gli anelli K[X], dove K è un campo, e l'anello {\displaystyle \mathbb {Z} } dei numeri interi.

## Dimensione delle estensioni
La dimensione delle localizzazioni di un anello A è legata alla all'altezza di P: precisamente, se P è un ideale primo di A, allora la dimensione della localizzazione AP è esattamente h(P).
La dimensione si conserva per estensioni intere: queste hanno infatti la proprietà che è possibile "sollevare" le catene di ideali primi (teorema del going-up) e che due ideali primi contenuti l'uno nell'altro non possono contrarsi allo stesso ideale (teorema di incomparabilità); ne segue che le estensioni intere conservano l'altezza degli ideali primi e anche la dimensione. In particolare, gli anelli di interi algebrici hanno la stessa dimensione di {\displaystyle \mathbb {Z} }, ovvero 1: ogni ideale primo non nullo è massimale.
Se A è un anello noetheriano locale, allora la dimensione di A è uguale alla dimensione del suo completamento rispetto al suo ideale massimale.
In generale, non è possibile calcolare la dimensione dell'anello dei polinomi A[X] a partire da quella di A: senza ulteriori ipotesi il miglior risultato generale è
{\displaystyle 1+\dim(A)\leq \dim(A[X])\leq 1+2\cdot \dim(A).}
Per una vasta gamma di anelli (tra cui gli anelli noetheriani e gli anelli di valutazione), tuttavia, la dimensione di A[X] è esattamente 1+dim(A). Di conseguenza, grazie al teorema della base di Hilbert, se A è noetheriano (ad esempio se A è un campo) allora {\displaystyle \dim(A[X_{1},\ldots ,X_{n}])=n+\dim(A)}.
Nel caso dell'anello delle serie formali A[[X]], la situazione è più caotica e non pienamente compresa: è possibile infatti che A[[X]] abbia dimensione infinita anche se la dimensione di A è 1, come ad esempio nel caso di un anello di valutazione non noetheriano. Anche in questo il caso noetheriano è più semplice da trattare: poiché {\displaystyle A[[X_{1},\ldots ,X_{n}]]} è il completamento di {\displaystyle A[X_{1},\ldots ,X_{n}]_{(X_{1},\ldots ,X_{n})}}, si ha sempre che {\displaystyle \dim(A[[x_{1},\ldots ,x_{n}]])=n+\dim(A)}.